# Prêmio Bravo! Prime de Cultura
Prêmio Bravo! Bradesco de Cultura é uma homenagem realizada pela revista Bravo! com patrocinio do Banco Bradesco. A premiação acontece anualmente, desde 2005 com o objetivo de premiar os principais expoentes da produção cultural do país, considerando sua contribuição e importância para o setor.
Entre 2005 e 2012 se chamou Prêmio Bravo! Prime de Cultura
Premiação nas categorias: artes plásticas, cinema, dança, literatura, música, show e teatro.

## Edições

### 2016[2]
- Teatro: A Comédia e A Tragédia Latino-Americana, de Felipe Hirsch
- Artista Prime do Ano: Luiz Fernando Carvalho
- Personalidade Cultural do Ano: Elza Soares
- Música Popular/CD: Duas Cidades de BaianaSystem
- Música Erudita/CD: Obra Integral de Ernesto Nazareth (12 vols.), de Maria Teresa Madeira
- Música/Show: BaianaSystem Duas Cidades
- Melhor Longa Metragem: Aquarius, de Kleber Mendonça Filho.
- Melhor Curta Metragem: Estado Itinerante, de Ana Carolina Soares Filho.
- Literatura/Melhor Livro (prosa ou poesia): Não Tive Nenhum Prazer em Conhecê-los, de Evandro Affonso Ferreira
- Programação Cultural: Casa do Povo
- Evento de Cultura: MITsp — Mostra Internacional de Teatro de São Paulo
- Dança: Para Que o Céu não Caia de Lia Rodrigues Companhia de Danças
- Artes Plásticas: I Love You Baby, de Leda Catunda[3]

### 2013 a 2015
Evento não realizado

### 2012
- Teatro: Isso te interessa? - Tema para um conto curto, de Márcio Abreu
- Artista Prime do Ano: Bibi Ferreira[4]
- Personalidade Cultural do Ano: Renata de Almeida (Mostra Internacional de Cinema)
- Música Popular/CD: Treme de Gaby Amarantos
- Música Erudita/CD: Espelho d'Água, de Camerata Aberta
- Música/Show: Marisa Monte Verdade, uma Ilusão
- Cinema/Melhor Filme Nacional: Trabalhar Cansa, de de Juliana Rojas e Marco Dutra.
- Literatura/Melhor Livro (prosa ou poesia): Formas do Nada, de Paulo Henrique Britto
- Programação Cultural: Museu de Arte Moderna do Rio de Janeiro
- Dança: Nigredo de Mauricio de Oliveira
- Artes Plásticas: Nelson Leirner 2011-1961 = 50 anos na Galeria de Arte do Sesi, de Nelson Leirner

### 2011
- Teatro: Pterodátilos - Tema para um conto curto, de Felipe Hirsch
- Artista Prime do Ano: Marco Nanini[5]
- Literatura/Melhor Livro (prosa ou poesia): Diário da queda, de Michel Laub
- Programação Cultural: Instituto Tomie Ohtake
- Personalidade Cultural do Ano: Ricardo Castro
- Música Popular/CD: Emicídio, Emicida
- Música Erudita/CD: Flausino Vale e o Violino Brasileiro,Cláudio Cruz com concepção de Camila Frésca
- Música/Show: Criolo
- Cinema/Melhor Filme Nacional: Tropa de Elite 2 - O Inimigo Agora é Outro de Jose Padilha
- Dança: Núcleos de João Saldanha
- Artes Plásticas: Exposição Um corpo de ideias, de Carmela Gross

### 2010
- Teatro: Vida - Tema para um conto curto, de Fabrício Corsaletti
- Artista Prime do Ano: Manoel de Barros[6]
- Personalidade Cultural do Ano: Boris Schnaiderman
- Música Popular/CD: Letieres Leite & Orquestra Rumpilezz, Letieres Leite & Orquestra Rumpilezz
- Música Erudita/CD:  Obras Completas para Violão Solo - Heitor Villa-Lobos, Fábio Zanon
- Música/Show: Gainsbourg Imperial, Orquestra Imperial tocando Serge Gainsbourg com Caetano Veloso e Jane Birkin, sob regência do maestro Jean-Claude Vannier
- Cinema/Melhor Filme Nacional: Viajo Porque Preciso, Volto Porque Te Amo, Karim Aïnouz e Marcelo Gomes
- Literatura/Melhor Livro (prosa ou poesia): Esquimó, de Fabrício Corsaletti
- Programação Cultural: Inhotim
- Dança: Sapatos Brancos, Núcleo Artístico Luis Ferron
- Artes Plásticas: Faustus, de José Rufino
- Arte Digital - Fita Amarela, Leandro Araújo e Romulo Fróes

### 2009
- Artista Prime do Ano: Selton Mello[7]
- Cinema/Melhor Filme Nacional: Terra Vermelha, de Marco Bechis[8]
- Literatura/Melhor Livro (prosa ou poesia): Leite Derramado, de Chico Buarque[9]
- Música Popular/CD: Balangandãs, de Ná Ozzetti[10]
- Música Erudita/CD: Neukomm no Brasil, de Ricardo Kanji e Rosana Lanzelotte[10]
- Música/Show: Luz Negra, de Fernanda Takai[11]
- Teatro: O Quarto - Tema para um conto curto, de Roberto Alvim
- Personalidade Cultural do Ano: Danilo Santos de Miranda[12]
- Programação Cultural: Centro Cultural de Mogi das Cruzes
- Artes Plásticas: "Mar Morto", de Nuno Ramos
- Dança: H3,de Bruno Beltrão e Grupo de Rua de Niterói

### 2008
- Artista Prime do Ano: Wagner Moura[10]
- Personalidade Cultural do Ano: Roberto Minczuk[10]
- Programação Cultural: Pinacoteca do Estado de São Paulo[10]
- Artes Plásticas: The Beautiful Earth, de Vik Muniz[10]
- Cinema/Melhor Filme Nacional: Tropa de Elite, de José Padilha[13]
- Dança: Vi-vidas de Sônia Mota[10]
- Literatura/Melhor Livro (prosa ou poesia): O Filho Eterno, de Cristóvão Tezza[10]
- Música Popular/CD: Conecta, de Marcos Valle[10]
- Música Erudita/CD: Bach - 3 Suítes para Violoncelo Solo por Dimos Goudaroulis[10]
- Música/Show: Obra em Progresso, de Caetano Veloso[10]
- Teatro: Não Sobre o Amor, de Felipe Hirsch[10]

### 2007
- Artista Prime do Ano: Paulo Autran[14]
- Personalidade Cultural do Ano: Pedro Herz[14]
- Programação Cultural: Sesc São Paulo[14]
- Artes Plásticas: Mundus Admirabilis de Regina Silveira[14]
- Cinema/Melhor Filme Nacional: O céu de Suely, de Karim Aïnouz[14]
- Dança: Pequenas Frestas de Ficção Sobre Realidade Insistente, de Alejandro Ahmed[14]
- Literatura/Melhor Livro (prosa ou poesia): A Máquina de Ser, de João Gilberto Noll[14]
- Música Popular/CD: 1.000 Trutas 1.000 Tretas dos Racionais MC's[14]
- Música Erudita/CD: Piano Transcriptions, de Ira Levin[14]
- Música/Show: Angela Ro Ro no Sesc/SP[14]
- Teatro: Gaivota - Tema para um conto curto, de Enrique Diaz[14]

### 2006
- Artista Prime do Ano: Tom Zé[15]
- Dança/Melhor Espetáculo: Adeus Deus, de Sandro Borelli[15]
- Música/Melhor show ou concerto: Mais um Som, de Johnny Alf[15]
- Melhor CD de Música Popular: Ouvidos Uni-vos, de Luiz Tatit[15]
- Melhor CD de Música Erudita: Villa-Lobos em Paris, de Gil Jardim[15]
- Literatura/Melhor Livro (prosa ou poesia): Cinzas do Norte, de Milton Hatoum[15]
- Artes Plásticas/Melhor Exposição Individual: Nuno Ramos, de Nuno Ramos[15]
- Cinema/Melhor Filme Nacional: Cinema, Aspirinas e Urubus, de Marcelo Gomes[15]
- Melhor Programação Cultural: Centro Cultural Banco do Brasil[15]
- Personalidade do Ano: Paulo Mendes da Rocha[15]
- Teatro: A Pedra do Reino - Tema para um conto curto, de Antunes Filho[15]

### 2005
- Artista Prime do Ano: Marco Nanini[16]
- Teatro: Os Sertões - Tema para um conto curto, de José Celso Martinez Correa[17]
- Programação Cultural: SESC
- Dança: Tempo de Verão, com Márcia Milhazes
- Artes Plásticas: Evandro Carlos Jardim[18]
- Cinema/Melhor Filme Nacional: Fábio Fabuloso, de Pedro Cezar, Ricardo Bocão, Antônio Ricardo[19]
- Literatura/Melhor Livro (prosa ou poesia): O Fotógrafo, de Cristóvão Tezza
- Música Popular/CD: Pré-pós-tudo-bossa-band, Zélia Duncan
- Música/Show:  Vagabundo, com Ney Matogrosso e Pedro Luis e a Parede
- Personalidade Cultural do Ano: Charles Cosac